# Ільмень (Волгоградська область)
Ільмень (рос. Ильмень) — село у Руднянському районі Волгоградської області Російської Федерації.
Населення становить 1067  осіб. Входить до складу муніципального утворення Ільменське сільське поселення.

## Історія
Село розташоване у межах українського історичного та культурного регіону Жовтий Клин.
Згідно із законом від 21 грудня 2004 року № 968-ОД органом місцевого самоврядування є Ільменське сільське поселення.

## Населення
| 2010 | 2012  | 2013  | 2014  | 2015  | 2016  | 2017  |
| ---- | ----- | ----- | ----- | ----- | ----- | ----- |
| 1156 | ↗1157 | ↘1153 | ↘1138 | ↘1127 | ↘1099 | ↘1067 |